# Інженерна геодинаміка
Інженерна геодинаміка — науковий напрям інженерної геології, що вивчає морфологію, механізм, геологічні причини і просторово-часові закономірності розвитку в геологічному середовищі природних і антропогенних (інженерно-геологічних) геологічних процесів у зв'язку зі здійсненням і плануванням інженерно-господарської діяльності.
Геодинамічні явища і процеси — зсуви, селі, обвали, осипи, абразія, ерозія — досліджуються під час інженерно-геологічної зйомки з метою визначення як ступеня їх небезпеки, так і проведення заходів боротьби з ними. Під час їх вивчення необхідно обстежити існуючі споруди для виявлення їхнього стану в процесі експлуатації, тобто одержати відомості про величину та характер просідань основ під фундаментами, про усталеність ухилів, дорожніх виїмок, насипів, кар'єрів, підпірних стінок, мостів, стінок
каналів тощо.